# Franciszek Witecki
Franciszek Aleksander Witecki (ur. 1854, zm. 1922) – mistrz krawiecki, polski działacz społeczny i narodowy, założyciel i długoletni prezes Towarzystwa Śpiewu „Halka” w Bydgoszczy, działacz „Sokoła” bydgoskiego.

## Życiorys
Urodził się 9 lipca 1854 w Wilczaku – ówczesnym przedmieściu Bydgoszczy. Był synem Jana i Antoniny z domu Schmidt. W młodości uczył się krawiectwa. Jako czeladnik był zatrudniony u mistrza krawieckiego Grima, gdzie mieszkał w latach 1874–1876.
Na początku lat 90. XIX w. wybudował dom mieszkalny przy ul. Podgórnej 9, gdzie prowadził własny zakład krawiecki. W latach 1920–1922 pełnił funkcję starszego cechu krawców w Bydgoszczy. Należał także do organizatorów założonego w 1895 r. polskiego banku spółdzielczego w Bydgoszczy o nazwie Bank-Spółka, zmienionej w 1914 r. na Bank Przemysłowy przy ul. Długiej. Przez prawie 25 lat pełnił w nim różne funkcje kierownicze. Był m.in. wiceprezesem jego rady nadzorczej oraz długoletnim członkiem jego zarządu (do 1920).
Franciszek Witecki należał do grona najaktywniejszych działaczy polskiego ruchu społecznego i kulturalnego Bydgoszczy końca XIX i początku XX w. Był działaczem założonego w 1872 r. polskiego Towarzystwa Przemysłowego. Założył przy nim sekcję teatralną i odczytową, a w 1880 r. koło śpiewacze, które stało się zalążkiem założonego w 1883 r. Towarzystwa Śpiewu „Halka”, będące pierwszym chórem polskim w Bydgoszczy, jednym z nielicznych z tego okresu istniejącym do dziś. W „Halce” pełnił przez wiele lat (1884–1911 z przerwą w 1889/1890) funkcję prezesa. W 1893 r. nadano mu tytuł honorowego członka Towarzystwa, a w 1911 r., kiedy z uwagi na stan zdrowia i liczne inne obowiązki zrezygnował z prezesury, nadano mu tytuł honorowego prezesa Towarzystwa Śpiewu „Halka”.
Uczestniczył aktywnie w polskim ruchu śpiewaczym w zaborze pruskim, brał udział w zjazdach towarzystw śpiewaczych oraz w organizacji i działalności utworzonego w 1892 w Poznaniu Związku Kół Śpiewaczych Polskich w Prowincji Poznańskiej. Po podzieleniu Związku w 1900 r. na cztery okręgi, został prezesem Bydgoskiego Okręgu Śpiewaczego (1900–1906 oraz 1911–1912). Organizował wiele kół śpiewaczych, uczestniczył w zjazdach i zbieraniu książek, śpiewników i nut, które często kupował za własne pieniądze.
Był też współorganizatorem oraz członkiem pierwszego zarządu utworzonego w 1886 r. Towarzystwa Gimnastycznego „Sokół” w Bydgoszczy. W 1892 r. wybrano go wiceprezesem „Sokoła”. Był też członkiem dozoru kościoła farnego w Bydgoszczy, starając się o budowę nowego kościoła parafialnego pw. Św. Trójcy w Bydgoszczy.
Zmarł 23 lutego 1922 w Bydgoszczy po długiej chorobie. Został pochowany na cmentarzu Starofarnym. W jego pogrzebie uczestniczyły tysiące bydgoszczan.

### Rodzina
Franciszek Witecki był żonaty z Julianną Praksedą z domu Bross. Ich dziećmi byli: Bolesław (1891) i Jan (1898).

## Upamiętnienie
Franciszek Witecki jest patronem jednej z ulic na osiedlu Bohaterów w Bydgoszczy-Fordonie.